# Sicherungsverteidiger
Der Sicherungsverteidiger ist ein Pflichtverteidiger, der dem Beschuldigten zusätzlich zu seinem Wahl- oder Pflichtverteidiger in Fällen der notwendigen Verteidigung (§ 140 StPO) zur Sicherung der zügigen Durchführung des Verfahrens bestellt werden kann.

## Gesetzliche Regelung
Das Institut des Sicherungsverteidigers wurde ursprünglich als Richterrecht entwickelt, ist aber seit dem 13. Dezember 2019 in § 144 StPO kodifiziert. Die Neuregelung nimmt die Umsetzung der PKH-Richtlinie zum Anlass, Voraussetzungen und Dauer der Bestellung eines zusätzlichen Pflichtverteidigers gesetzlich zu regeln, zumal das Fehlen von eindeutigen Vorschriften in der Literatur zum Anlass genommen worden war, an der Zulässigkeit des gesamten Instituts zu zweifeln.
Die Beiordnung eines Sicherungsverteidigers kommt nur dann in Betracht, „wenn der Prozessstoff so schwierig oder so umfangreich ist, dass er nach Ausschöpfung aller Hilfsmittel ausschließlich bei arbeitsteiligem Zusammenwirken zweier Verteidiger beherrscht werden kann oder wenn eine Hauptverhandlung außergewöhnlich lange währt und deshalb die Wahrscheinlichkeit, ein Verteidiger werde planwidrig verhindert sein, steigt.“ Es können einem Beschuldigten bis zu zwei Pflichtverteidiger zusätzlich (also insgesamt drei Verteidiger) bestellt werden (§ 144 Abs. 1, § 137 Abs. 1 Satz 2 StPO).
Er wird aus dem bundesweiten Gesamtverzeichnis der Bundesrechtsanwaltskammer ausgewählt (§ 31 BRAO). Dabei soll aus den dort eingetragenen Rechtsanwälten entweder ein Fachanwalt für Strafrecht oder ein anderer Rechtsanwalt, der gegenüber der Rechtsanwaltskammer sein Interesse an der Übernahme von Pflichtverteidigungen angezeigt hat und für die Übernahme der Verteidigung geeignet ist, ausgewählt werden.
Gerichtliche Entscheidungen über die Bestellung eines Pflichtverteidigers sind mit der sofortigen Beschwerde anfechtbar (§ 144 Abs. 2 Satz 2, § 142 Abs. 7 StPO).